# Pelzmotte
Die Pelzmotte (Tinea pellionella) ist eine Art der tineoiden Motten in der Familie der Tineidae, die Echten Motten. Diese Art ist kosmopolitisch verbreitet und kommt fast weltweit vor.

## Systematik
Da T. pellionella eine weit verbreitete Art ist und oft mit dem Menschen in Verbindung gebracht wird, war sie eine der ersten Motten, die im modernen Sinne wissenschaftlich beschrieben wurde. Zu dieser Zeit wurden die meisten Motten in einer einzigen Gattung Phalaena zusammengefasst, aber Tinea war bereits als eine Untergattung anerkannt. Einige spätere Forscher, die diesen Falter untersuchten, glaubten irrtümlich, sie hätten Populationen entdeckt, die der Wissenschaft bis dahin unbekannt waren, und beschrieben sie als neue Arten, die heute jedoch alle zu T. pellionella gehören. In der Literatur finden sich daher veraltete wissenschaftliche Namen für diesen Nachtfalter, wie z. B.
- Phalaena (Tinea) pellionella Linnaeus, 1758
- Phalaena zoolegella Scopoli, 1763
- Tinea demiurga Meyrick, 1920
- Tinea gerasimovi Zagulajev, 1978
- Tinea pelliomella (lapsus) – (mit falscher Schreibung)

Sie ist die Typusart der Gattung Tinea, die wiederum die Typusgattung der Unterfamilie, Familie sowie der Überfamilie Tineoidea ist. Ihr wissenschaftlicher Name leitet sich von "tinea", einem Gattungsbegriff für Mikromotten, und dem lateinischen Begriff für einen Pelzträger, "pellionellus", ab.

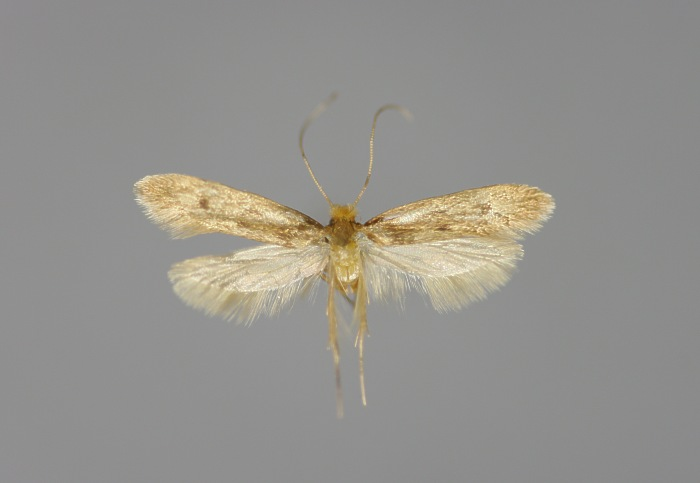
Präpariertes Exemplar

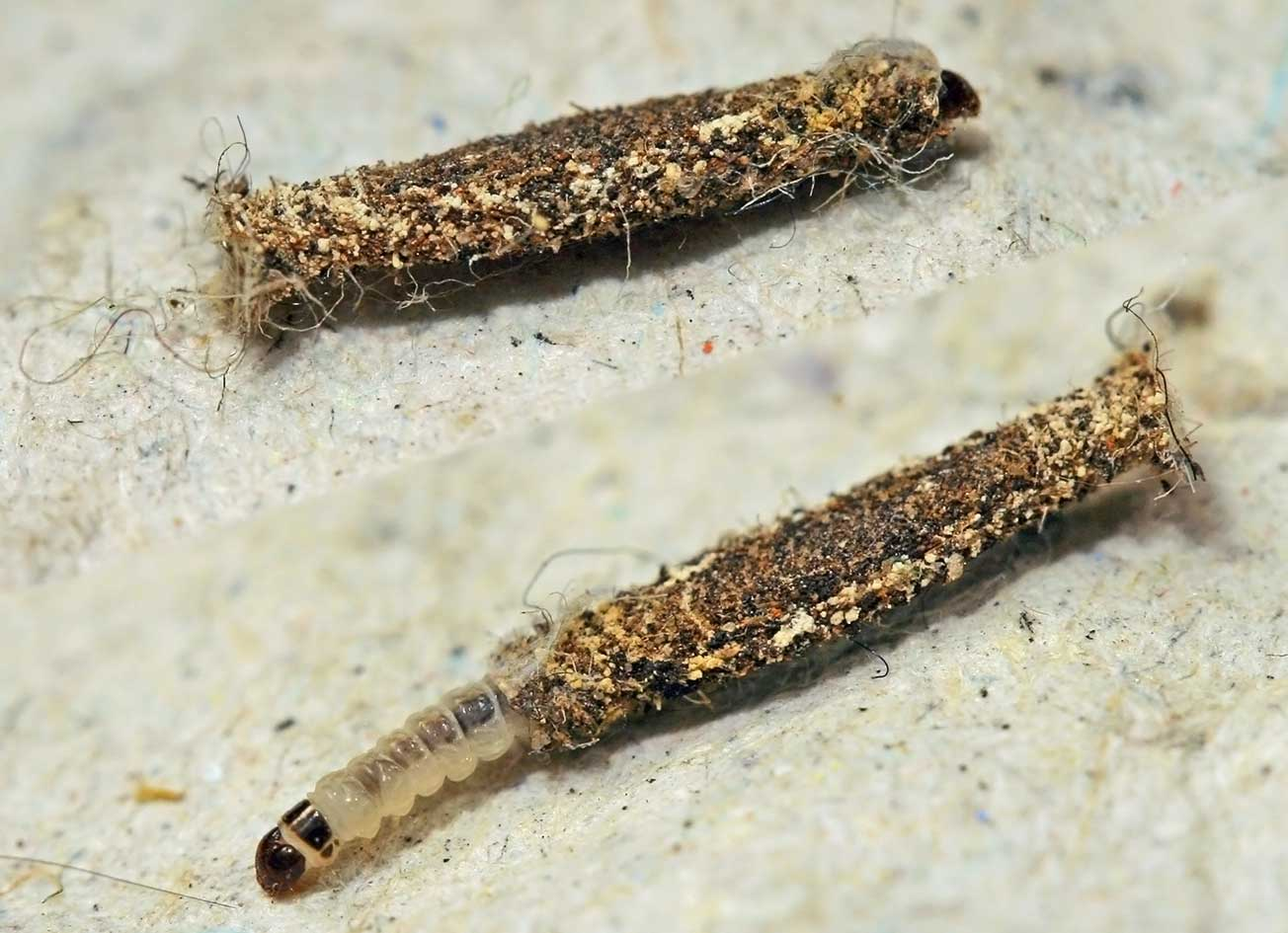
Raupen mit Raupensäcken

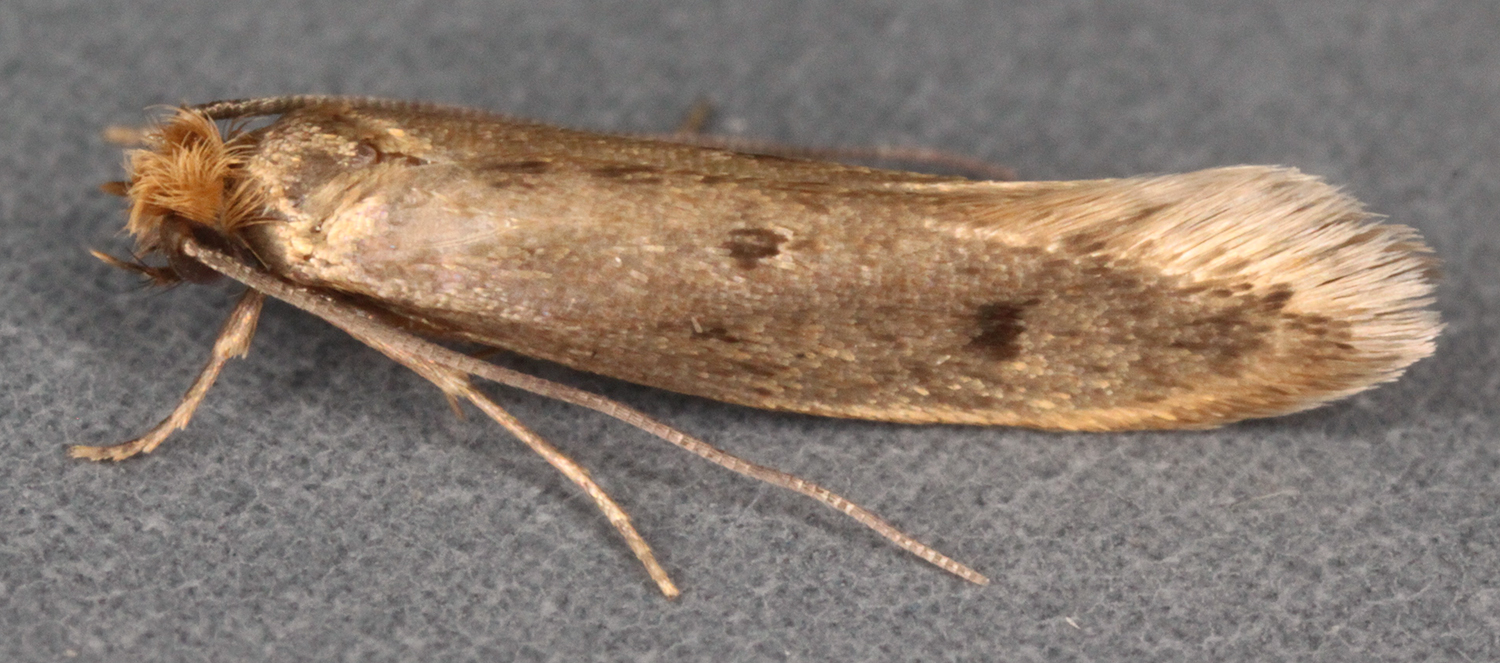
Imago

## Merkmale
Die Falter sind silbergrau bis glänzend hellbraun gefärbt, mit dunkelgrauen Haaren auf der Oberseite des Kopfes. Die Flügelspannweite beträgt 9 bis 16 Millimeter. Die Vorderflügel sind graubraun mit einem großen Fleck und einigen kleineren, undeutlichen schwarzen Flecken. Die Hinterflügel sind einfarbig blass braun-grau. Die Unterscheidung von Tinea columbariella, Tinea dubiella und Tinea svenssoni ist schwierig, aber die Genitalien sind diagnostisch. Die Vorderflügel, vor allem aber die Hinterflügel, sind von einem haarigen Saum umgeben. Die Raupen ernähren sich hauptsächlich von faserigem Keratin, wie Haaren und Federn. Sie können zu Schädlingen werden, wenn sie sich von Teppichen, Pelzen, Polstermöbeln oder Wollstoffen ernähren. Die Raupen fressen auch Detritus, Spinnweben, Vogelnester (vor allem von Haustauben), gelagerte Gemüseprodukte und Tapeten. Sie halten sich in einem engen Gehäuse auf, das sie aus Abfällen wie Fasern und Haaren konstruieren.

## Habitat
Die Art ist synanthrop, d. h. die Imagines sind in der Regel im Sommer und Frühherbst anzutreffen, aber Populationen, die in menschlichen Behausungen leben, können auch zu anderen Jahreszeiten gesehen werden.

## Bekämpfung
Die Bekämpfung der Pelzmotte ähnelt jener der gewöhnlichen Kleidermotte (Tineola bisselliella) und umfasst physikalische, chemische und biologische Maßnahmen.